# Antípatro de Flia
Antipater de Flia (en griego antiguo: Ἀντίπατρος Ἀντιπατρου Φλυεύς, romanizado: Antipatros Antipatrou Phlyeus, flor. 20s-10s AC) fue uno de los principales estadistas de Atenas durante el reinado de Augusto y ocupó el cargo de general hoplita (la principal magistratura ateniense) en siete ocasiones, una cifra sin precedentes. Al parecer, fue el principal impulsor de la instauración del culto imperial de Augusto en Atenas. Se le conoce exclusivamente por las inscripciones.

## Vida
No se sabe nada sobre el padre de Antípatro (también llamado Antípatro) o sobre su ascendencia anterior, salvo que procedía del demo de Flia y, por lo tanto, perteneció a la tribu de Ptolemais. Es uno de los varios estadistas atenienses cuyas familias, al parecer, no habían formado parte de la aristocracia ateniense antes de mediados del siglo I a. C., cuando saltaron a la fama durante la guerra civil romana y cuyos descendientes siguieron destacando en el período imperial romano.
El primer testimonio de Antípatro es un decreto que le honra por su servicio como general hoplita alrededor del año 28 a. C. (Ágora XV 284). Una base de estatua (SEG 29.170) y un decreto (Agora XV 290) conmemoran su tercer mandato como hoplita general en el arconato de Apolexis. La fecha de este arconte es controvertida. Sean Byrne la sitúa en el 24/3 a. C, Geoffrey Schmaltz en el 20/19 a. C. Por esta época aparece como autor de un decreto (Ágora XVI 336) que establecía nuevos honores divinos para Augusto, en particular una fiesta para celebrar su cumpleaños. Otro decreto (Ágora XV 293) conmemora el quinto mandato de Antípatro como general hoplita durante el arconato de Demeas de Azenia (Byrne: ca. 20 a. C., Schmalz: 18/17 a. C.).  Dos bases de estatuas conmemoran su séptimo mandato como general hoplita. Una fue erigida por un romano llamado Próculo (IG II 2 3539) y la otra por un grupo que se identifica como "mercaderes" ( SEG 17.71). Byrne sitúa este término alrededor del año 16 a. C. y Schmalz durante el 15 a. C. Una base de estatua en Delfos probablemente fue dedicada en su honor, donde se lee "Antípatro hijo de Antípatro el ateniense" ( SEG 18.223), erigida en la década del 20 a. C. Fue una de las tres figuras principales en Atenas durante el reinado de Augusto, junto con Pammenes de Maratón y Eucles de Maratón.
Marco Vipsanio Agripa concedió a Antípatro la ciudadanía romana, lo que le convirtió en el primer ateniense en recibir este honor. Esta concesión de ciudadanía se conoce por el hecho de que varios de sus descendientes llevan el nomen Vipsanius y por una lápida de tres de sus esclavos náufragos que se nombran como "Rufio, Filematión y Ma, Vipsanios de Antípatro". Parece que nunca usó el nombre de Vipsanius. Es probable que la fecha de la concesión fuera la visita de Agripa a Atenas en el 16 a. C., durante la cual se iniciaron las obras del Odeón de Agripa. Como figura principal de la Atenas de la época, Antípatro fue probablemente el encargado de acogerle y negociar la construcción del edificio.

## Familia y descendencia
El hijo de Antípatro, Eolión, fue arconte entre el 5 y el 14 d. C. y otro hijo, llamado Antípatro, sirvió como arconte de Atenas en algún momento de la década del 20 d. C. Su nieto, también llamado Antípatro, fue arconte en el 45/6 d. C.,  y su bisnieto, Eolión, fue efebo a mediados de los años 40 d. C. y arconte alrededor del 75 d. C. Otro descendiente, Laeliano, que es el primer miembro de la familia en usar el nomen Vipsanius, fue un efebo alrededor del año 60 d. C. y financió los juegos del festival de Salamina alrededor del 92 d. C. El hijo de Laeliano, Eolión, ejerció de exégeta de los misterios de Eleusis y fue honrado como benefactor en Samos alrededor del año 120 d. C. Su hija Vipsania Laeliana erigió una estatua conmemorativa de la "iniciación desde el hogar" de su hijo Tito Vipsanio Flaviano hacia el año 120 d. C. Los últimos descendientes atestiguados son Vipsanius Eeolión y Vipsanius Anteros, que ejercieron en Boulé en el 156/7 o 157/8 d.  C. 